# Rio Gutinaş
O Rio Gutinaş é um rio da Romênia, afluente do Trotuş, localizado no distrito de Bacău.